# Fort Granville
Le fort Granville était l’un des nombreux postes militaires construits au milieu du XVIIIe siècle, à l’époque ou Anglais et Français se disputaient la suprématie sur le continent nord-américain.

## Historique

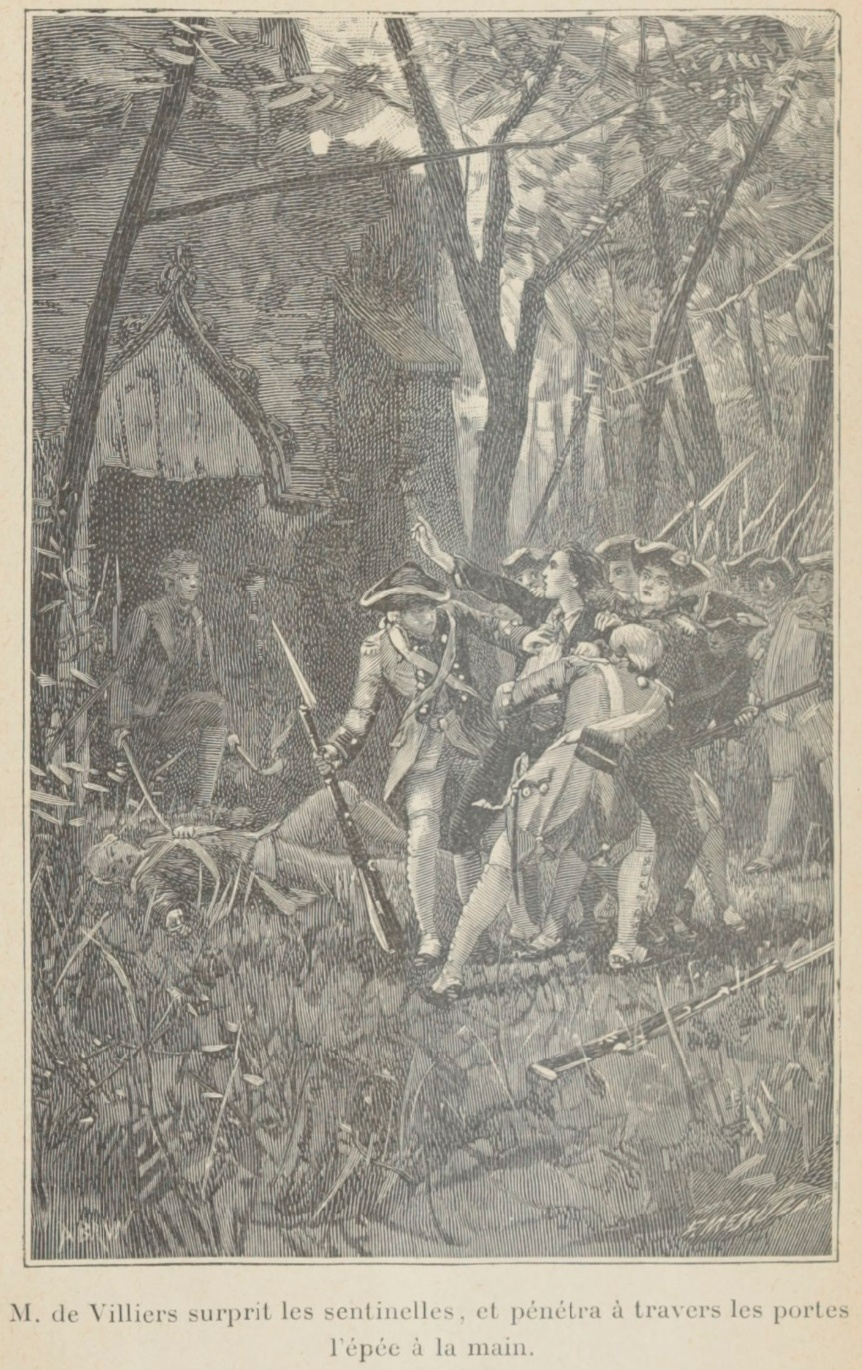
Représentation possible de l’attaque française.

Le Fort Granville était un fort construit en 1755 par les miliciens de la colonie de Pennsylvanie pour protéger les colons qui étaient souvent attaqués par les Français et leurs alliés amérindiens durant la guerre de Sept Ans. Le fort était construit sur les bords de la rivière Juniata, près de la ville actuelle de Lewiston.
Après la défaite du général Braddock à la bataille de la Monongahela, la frontière ouest de la Virginie et de la Pennsylvanie fut pratiquement sans défenses contre les raids franco-amérindiens. Plusieurs petits forts furent construits à l'ouest du fleuve Susquehanna par les miliciens de la Virginie et de la Pennsylvanie pour protéger les colons contre les nombreuses attaques ennemies. Le Fort Cumberland (aujourd'hui Cumberland (Maryland)), le fort Connolloways, le fort Lyttleton, le fort Shirley, le fort Granville, et Pomphret Castle formaient une ligne de défense contre les attaques franco-amérindiennes.
Le fort Granville fut attaqué et brulé par une expédition partie de Fort Duquesne, commandée par François Coulon de Villiers en août 1756. Le but recherché par les français était de conclure une paix avec les colons américains dans cette région. Les raids avaient fait plus de 1 000 victimes parmi les colons et les miliciens et un nombre équivalent de prisonniers. Plusieurs colons près de la frontière considéraient faire la paix avec les Français.
Une expédition de représailles commandée par John Armstrong, Sr. fut menée en septembre 1756 contre le village amérindien de Kittanning par les Britanniques avec des résultats mitigés. George Washington fit rapport de cette situation au gouverneur Robert Dinwiddie, afin d'obtenir du renfort pour faire cesser les attaques sur la frontière. À l'été 1758, une expédition commandée par John Forbes comprenant 6 000 hommes, réguliers et miliciens se dirigèrent vers la vallée de l'Ohio pour capturer le Fort Duquesne.